# Nigel Olsson
Nigel Olsson (Wallasey, 10 de febrero de 1949) es un baterista de rock inglés mejor conocido por su larga trayectoria acompañando a Elton John.
Baterista dinámico y vocalista, Olsson ayudó a establecer el sonido de Elton John como miembro del trío de poder original de John junto al bajista Dee Murray. Después de trabajar con John, Olsson ha tomado el papel de músico de sesión. Olsson ha compuesto, grabado y producido discos para su propia carrera en solitario.

## Carrera

### Primeros años
Olsson nació en Wallasey, Cheshire, Inglaterra, el segundo de cinco niños de John y Elsa Olsson. Comenzó su carrera musical tocando la guitarra en pequeñas bandas, y tomó la batería en un concierto donde el baterista no apareció. Su primera aparición en un disco fue en la banda Plastic Penny, que lanzó Two Sides of a Penny en Page One Records en 1968. Olsson destaca en una canción de ese álbum, "I Want You" en vocales y un solo de batería. En 1969 tocó los tambores en el " flower power " single pop "Mr. Boyd" b/w "Imagine" de Argosy, Elton John), Caleb Quaye y Roger Hodgson. Olsson también sirvió un breve tiempo con la banda inglesa de hard rock Uriah Heep, tocando la batería en una canción en su debut de 1970 LP, Very 'eavy... Very' umble. Posteriormente, tocó la batería en una canción en el álbum debut de Elton John, Empty Sky, y luego se convirtió en miembro de The Spencer Davis Group con el bajista Dee Murray. El par se unió a Elton John en la carretera como su banda de gira en abril de 1970, y tocó con John durante su gira de debut en los Estados Unidos en el Club The Troubadour el 25 de agosto de 1970. Solo se le permitió al principio tocar en una pista de los álbumes de estudio de John, Olsson y Murray se agregó, junto con el guitarrista Davey Johnstone, que fue el más reciente de la banda, y todos se unieron para tocar y cantar coros con Elton en los primeros álbumes de John en los años setenta.

### Unión, como músico de sesión, con Elton John
Con Johnstone, Olsson y Murray a bordo, John disfrutó de una serie de álbumes aclamados por la crítica y lanzó varios sencillos. Los álbumes incluyen: Honky Chateau, Don't Shoot Me I'm Only the Piano Player, Goodbye Yellow Brick Road, y Caribou. Poco antes de las sesiones de estudio para Captain Fantastic, el percusionista Ray Cooper se unió a la gira como sideman y se anunciaba como The Elton John Band. Olsson tocó en todos los tours originales en América de John y confiesa aun ponerse nervioso antes de entrar al escenario.
En 1971, Olsson produjo y lanzó su primer álbum en solitario Nigel Olsson's Drum Orchestra y Chorus en Uni Records ; con el guitarrista Caleb Quaye, de Murray y Hookfoot, que había tocado en los primeros álbumes de John. Olsson también se unió al trío de Liverpool, The Big Three, para su álbum de resurrección Resurrection (1973).
En mayo de 1975, Olsson y Murray fueron despedidos de la banda de John después de la publicación de Captain Fantastic y el Brown Dirt Cowboy, que, al ser lanzado, alcanzó las listas en # 1. El segundo álbum en solitario de Olsson, Nigel Olsson, apareció más tarde ese mismo año en la propia discográfica de John, The Rocket Record Company, y contó con una portada de la canción de los Bee Gees " Only One Woman ", grabada con John y su banda en agosto de 1974 durante las sesiones de Captain Fantastic y el Brown Dirt Cowboy, y fue producido por Gus Dudgeon. El álbum fue producido por Robert Appere.
Olsson continuó trabajando como músico de estudio, lanzando otro álbum homónimo producido por Paul Davis en Columbia en 1978. Aunque ese álbum no trajo ningún reconocimiento del Top 40, en 1979 lanzó el álbum Nigel y disfrutó de un éxito leve como artista en solitario, marcando un par de Top 40 hits en la carta pop estadounidense con " Un poco de jabón " y " Dancin 'Shoes ", el último de los cuales agrietó el Top 20 en # 18. "Dancin 'Shoes" fue originalmente escrito por Carl Storie, y grabado por primera vez por su Faith Band.
En agosto de 1980, lanzó el álbum Changing Tides en CBS Bang Records, pero el álbum no logró el éxito de la carta. Ese mismo año, Olsson regresó a la banda de Elton John para comenzar una temporada de cuatro años, apareciendo en los álbumes 21 de John en 33 y The Fox. Él se unió a los ex compañeros de banda Murray y Johnstone para la gira por detrás del álbum de John 1982 Jump Up!, y se quedó con la banda reformada a través de los próximos dos álbumes y giras de Too Low for Zero (1983) y Breaking Hearts (1984). Después de otro cambio de alineación, volverían a reunirse solo una vez más en 1988 para coros en Reg Strikes Back antes de la muerte prematura de Murray el 15 de enero de 1992.
En 1991 Olsson se reunió con Johnstone en la banda 'Warpipes', lanzando Holes in the Heavens. Aunque el álbum fue exitoso con la crítica, fracasó comercialmente cuando su sello, Artful Balance, se declaró en bancarrota y la banda no pudo hacer gira para promover el disco. Olsson también canto en la producción de Davey Johnstone and Guy Babylon para Addison Steel Stormy Blue.
El 31 de marzo de 2000, Olsson cantó acompañando a Billy Trudel y Ken Stacey cuando John apareció en The Today Show para promover la banda sonora de la película The Road to El Dorado. El 3 de abril, Olsson tocó tambores en tres canciones en el beneficio de Broadway Cares / Equity Fights AIDS saludando a John en el New Amsterdam Theatre de Nueva York. En el momento de los conciertos " One Night Only " de John en Nueva York los días 20 y 21 de octubre, Olsson alternaba tocando tambores junto a Curt Bisquera. En enero de 2001, Olsson se hizo cargo de las tareas de baterista a tiempo completo cuando Bisquera se fue a buscar otros proyectos.
En 2001 Olsson lanzó otro álbum en solitario titulado Move The Universe en 81 Records. Davey Johnstone y Guy Babylon produjeron el disco y tocaron en todas las pistas, junto con Bob Birch en el bajo, el exalumno de Elton John Fred Mandel en el piano, John Mahon en la percusión, y Billy Trudel en coros. Kiki Dee cantó la voz principal en "Naked Without You", y el hermano de Olsson, Kai, cantó la voz principal de McGuinness Flint, "When I'm Dead and Gone". La pista "Building A Bird" fue escrita por Elton John & Bernie Taupin en 1994 durante las sesiones del álbum de Elton "Made in England", pero nunca grabadas.
En el estudio, tocó y cantó vocales de apoyo en varias canciones del disco de John, Songs de la Costa Oeste (2001). Luego tocó todos los tambores en Peachtree Road (2004) y El Capitán y el Niño (2006), así como la continuar como la banda de gira, junto con Johnstone, Bob Birch (bajo), Kim Bullard (teclados) y John Mahon (percusión). Con el bajista Matt Bissonette reemplazando al fallecido Bob Birch en 2012, esta banda grabó Wonderful Crazy Night en 2015 para su lanzamiento en febrero de 2016.
El 9 de noviembre de 2014, Olsson tocó su 2000 concierto con Elton John en el Ice Hall Palace en San Petersburgo, Rusia. 
En su cumpleaños 68, el 10 de febrero de 2017, Olsson tocó su 2,267o concierto con Elton John en el Colosseum en Caesars Palace, Las Vegas, Nevada.

## Vida personal
Olsson tiene dos hijos: Justin, que vive con su esposa Angela en Los Ángeles, y Annette, que vive con su esposo Barry y los niños Ashley y Katie en Inglaterra. Se casó con Schanda Butler en 1989 y reside en Los Ángeles.
Olsson es un fanático de coches y carreras de larga data, y ha sido asociado con VARA y HMSA como piloto de carreras y piloto de carreras.

## Equipo
Olsson respalda tambores, pedales y hardware DW, platillos Paiste, parches Remo, baquetas Vic Firth, audífonos Sony y guantes de golf FootJoy. Según las preguntas frecuentes en su sitio web oficial, las razones por las que usa guantes es proteger sus manos de astillas y callos, mantener un mejor agarre en sus palos, y "porque son flash"